# La casa di famiglia
La casa di famiglia è un film italiano del 2017 diretto da Augusto Fornari.

## Trama
Sergio Lombardi è in coma ormai da cinque anni. L'uomo è vedovo e ha quattro figli: i gemelli Oreste e Giacinto, Alex e Fanny. Dato che Alex si trova in grossi guai finanziari, lui e i suoi fratelli vendono la villa del padre e si spartiscono il guadagno. Accade però un imprevisto: Sergio inaspettatamente si risveglia dal coma.
I figli non hanno il coraggio di dirgli che hanno venduto la villa a cui era affezionato: prima che il nuovo proprietario inizi i lavori di restauro, i quattro fratelli decidono di non dire niente al padre, il quale torna a vivere nella sua villa. Per evitare che Sergio scopra la verità, i figli riarredano la casa ricomprando almeno in parte alcuni dei vecchi mobili.
La messa in scena, seppur con non poche difficoltà, sembra andare bene, inoltre questa cosa obbliga i figli di Sergio a stare più vicini ritrovando gradualmente l'unità famigliare, e a poco a poco vengono a galla tutti i problemi che impediscono ai quattro fratelli di trovare stabilità nelle loro vite, ad esempio Alex è uno scapestrato incapace di mettere la testa a posto, Fanny è ancora innamorata di suo marito e non riesce a superare la loro rottura, Giacinto invece per seguire le sue ambizioni si è isolato da tutti e non riesce a essere felice, mentre Oreste fa un lavoro che detesta.
Alla villa viene organizzato un pranzo di famiglia, a cui prende parte anche il marito di Fanny, infatti quest'ultima non ha avuto il coraggio di dire al padre che lei e il marito si sono lasciati. Sergio incoraggia Oreste a realizzare il suo sogno di scrivere un'opera tutta sua, e in effetti Oreste inizia a dedicarsi al suo sogno. Alex finalmente si fa coraggio e decide raccontare tutta la verità a suo padre anche se i suoi fratelli lo esortano a mantenere il silenzio. Alex decide di ricomprare la villa e dunque vende il circolo così lui e i suoi fratelli potranno usare il denaro che avevano ottenuto dalla vendita della villa per ricomprarla, ma l'attuale proprietario, Teo, non intende cederla. Dunque Giacinto, Oreste e Alex convincono Fanny a uscire a cena con l'acquirente, che era un loro amico di infanzia che ha sempre avuto un debole per lei, anche se tutto va a monte quando Fanny telefona segretamente al marito chiedendo aiuto e l'uomo si presenta dando un pugno a Teo e portando via Fanny, e infatti i due tornano insieme.
Ormai non resta altro che raccontare la verità a Sergio, ma non ce ne sarà bisogno: infatti proprio lui aveva già deciso di vendere la sua proprietà perché, dopo la morte della moglie, la villa era legata a ricordi dolorosi. Alla fine Sergio abbandona la villa dando un ultimo sguardo alla casa dove lui e la moglie hanno cresciuto la loro famiglia, lasciando la residenza insieme ai suoi figli.

## Distribuzione
La pellicola è stata distribuita in Italia a partire dal 16 novembre 2017.

## Accoglienza

### Incassi
La pellicola ha incassato 472.000 euro.

## Riconoscimenti
Il 10 giugno 2018 la pellicola ottiene il Premio come miglior sceneggiatura alla XXXIII edizione del Festival delle Cerase di Monterotondo.

## Teatro
Il film è tratto dalla commedia teatrale La casa di famiglia, scritta dagli stessi autori. Lo spettacolo ha debuttato al Teatro Golden di Roma nel 2012. Successivamente lo spettacolo ha effettuato la tournée nelle principali città italiane.